# Liber de sinthomatibus mulierum
Liber de sinthomatibus mulierum és una obra escrita per Trotula de Ruggiero al segle xii i tracta sobre les malalties relacionades amb la salut femenina. Forma part d'un conjunt de tres obres amb De curis mulierum i De ornatu mulierum del conjunt de textos anomenats també Trotula. Aconseguí gran influència en l'Europa medieval amb d'altres textos similars tot i que la seva autora no sempre fou reconeguda. Tot i que aconseguí ser traduïda a d'altres idiomes, primer el 1197-99 a l'hebreu, no seria fins al segle xv quan se la redescobriria i exemplars de les seves obres es podrien trobar a biblioteques de París, el Monestir de Sant Agustí de Canterbury, però al segle XX la seva obra ja no es tornaria a publicar de nou, i es continuaria citant en investigació medievalista contemporània. Junt amb l'obra De ornatu mulierum també de Trotula circularen anònimant fins que foren incloses en De curis mulierum.